# Fred Hamel
Fred Fergus Edward Hamel (geboren 19. Februar 1903 in Paris; gestorben  9. Dezember 1957 in Hamburg) war ein deutscher Musikwissenschaftler und Musikproduzent britischer Nationalität. 

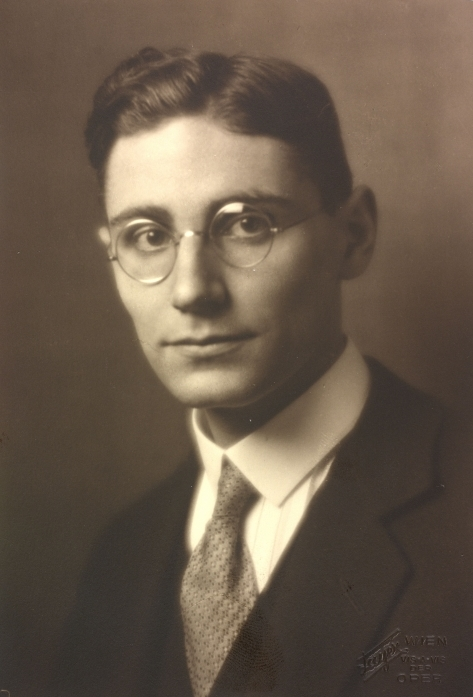
Georg Fayer: Fred Hamel (1927)

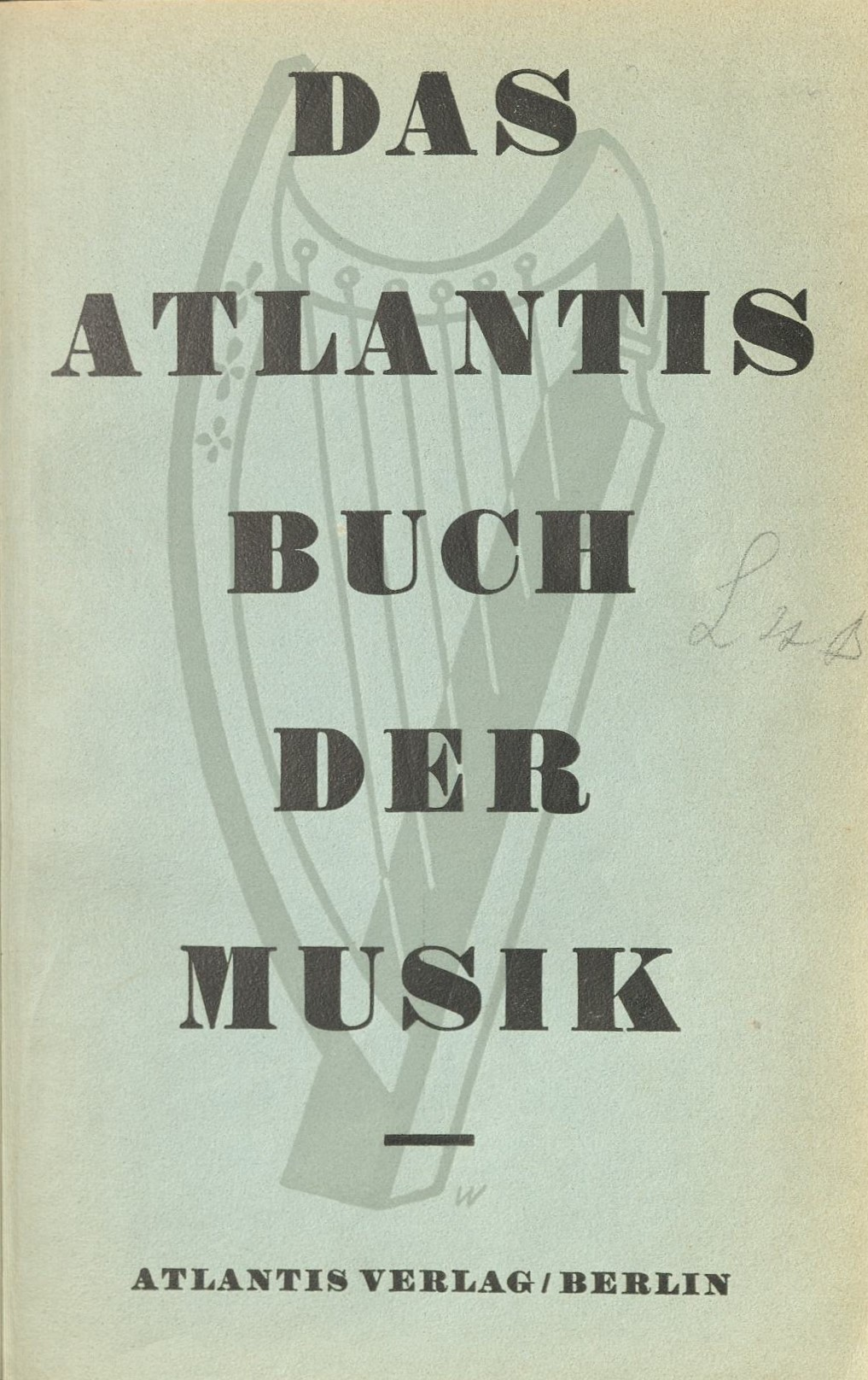
Herausgeber mit Martin Hürlimann: Das Atlantisbuch der Musik, 1934

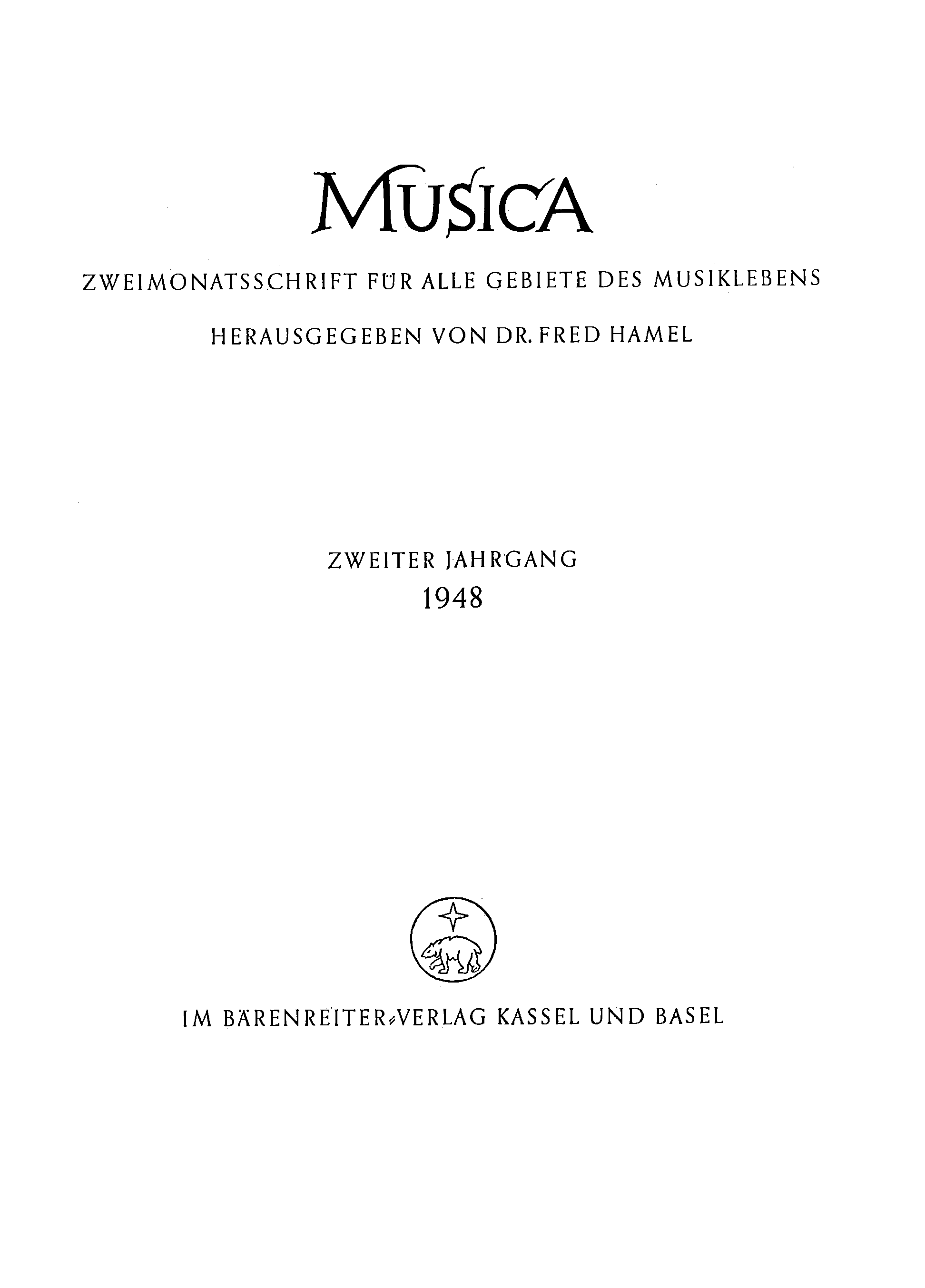
Hamel als Herausgeber von Musica (1948)

## Leben
Hamel lebte ab 1908 in Berlin. Er besuchte ein Realgymnasium in Berlin-Lankwitz, wo er 1921 das Abitur absolvierte. Zunächst studierte er in Bonn und Berlin Naturwissenschaften, 1926 legte er die „chemische Verbandsprüfung“ (spätere Berufsbezeichnung: Diplom-Chemiker) ab. Daran schloss sich ein Studium der Musikwissenschaft an: von 1926 bis 1928 studierte er an der Friedrich-Wilhelms-Universität (Berlin) bei Max Friedländer, Johannes Wolf, Hermann Abert, Curt Sachs, Arnold Schering, Erich von Hornbostel und Friedrich Blume sowie abschließend 1929/30 bei Rudolf Gerber an der Universität Gießen. Hier wurde Hamel 1930 mit einer Arbeit über Form- und Stilprinzipien in der Vokalmusik Johann Rosenmüllers zum Dr. phil. promoviert.
Ab 1925 war er journalistisch tätig. Von 1927 bis 1945 arbeitete Hamel als Musikkritiker bei der Deutschen Allgemeinen Zeitung und schrieb von 1933 bis 1940 unter dem Pseudonym Hans Lyck für die Zeitschrift Deutsche Zukunft. Nach der Machtergreifung der Nationalsozialisten unterzeichnete er im Mai 1933 die Erklärung Kirchenmusik im dritten Reich und verfasste Artikel für die Propaganda-Illustrierte Das Reich. Die Reichsmusikkammer führte ihn 1938 als „jüdischen Mischling zweiten Grades“, doch wurde er vom Reichspropagandaministerium protegiert und erhielt vom Reichsleiter Otto Dietrich eine Zulassung als Schriftleiter. Gleichwohl versuchte der antisemitische Musikforscher und Hauptstellenleiter im Amt Rosenberg, Herbert Gerigk, ihn zu denunzieren.
Nach dem Zweiten Weltkrieg war Hamel 1945/46 als Lehrer für Musikgeschichte an der Landeskirchlichen Musikschule Hannover tätig und war im Jahr 1947 Leiter der Hauptabteilung Musik beim Nordwestdeutschen Rundfunk. 1947 gründete er zusammen mit Karl Vötterle die Zeitschrift Musica: Monatsschrift für alle Gebiete des Musiklebens, die er bis zu seinem Tode herausgab. Ab 1948 verantwortete er zunächst den Wiederaufbau der künstlerischen Produktion der Deutschen Grammophon Gesellschaft. Er richtete dort zudem das „musikhistorische Studio“ ein, das die abendländische Musik von der Gregorianik bis zur Vorklassik erschließt und auf dem renommierten Label Archiv Produktion veröffentlicht. Ab 1952 konnte er sich ausschließlich dieser Aufgabe widmen. Er wohnte seitdem in Hannover. 1954 wurde Hamel zum Mitglied der Deutschen Sektion des Internationalen Musikrats gewählt.
Im Dezember 1931 heiratete er in Berlin-Lichterfelde Susanna Veit (* 1903, Berlin). Das Ehepaar hatte eine Tochter (* 1939).

## Schriften (Auswahl)
- Die Psalmkompositionen Johann Rosenmüllers. Heitz, Straßburg 1933, zugleich Gießen, Phil. Diss., 1930
  - Neudruck. Koerner, Baden-Baden 1973. ISBN 978-3-87320-511-6
- Fred Hamel, Martin Hürlimann (Hrsg.): Das Atlantisbuch der Musik. Atlantis, Berlin, Zürich 1934 (Hamel wird in der 9. Auflage von 1959 letztmalig als Mitherausgeber genannt)
- Johann Sebastian Bach : geistige Welt. Deuerlich, Göttingen 1951. DNB 451788850
- Vom wahren Wesen der Musik : Pamphlet wider die akustische Gemischtwarenhandlung. Bärenreiter, Kassel 1957. DNB 451788893